# راست‌پی‌ها
راست‌پی‌ها (نام علمی: Euthyneura) نام یک کلاد از کلاد دگرآبششان است.